# Niechanowo (gromada)
Niechanowo – dawna gromada, czyli najmniejsza jednostka podziału terytorialnego Polskiej Rzeczypospolitej Ludowej w latach 1954–1972.
Gromady, z gromadzkimi radami narodowymi (GRN) jako organami władzy najniższego stopnia na wsi, funkcjonowały od reformy reorganizującej administrację wiejską przeprowadzonej jesienią 1954 do momentu ich zniesienia z dniem 1 stycznia 1973, tym samym wypierając organizację gminną w latach 1954–1972.
Gromadę Niechanowo z siedzibą GRN w Niechanowie utworzono – jako jedną z 8759 gromad na obszarze Polski – w powiecie gnieźnieńskim w woj. poznańskim, na mocy uchwały nr 19/54 WRN w Poznaniu z dnia 5 października 1954. W skład jednostki weszły obszary dotychczasowych gromad Arcugowo, Drachowo, Niechanowo I, Niechanowo II, Nowawieś Niechanowska, Trzuskołoń i Żelaskowo, ponadto miejscowość Goczałkowo z dotychczasowej gromady Goczałkowo oraz parcele 93/5, 99/6 i 100/6 z karty 1 obrębu Potrzymowo z dotychczasowej gromady Potrzymowo – ze zniesionej gminy Niechanowo w tymże powiecie. Dla gromady ustalono 19 członków gromadzkiej rady narodowej.
1 stycznia 1962 do gromady Niechanowo włączono: a) miejscowość Karsewo ze znoszonej gromady Gorzykowo; b) miejscowości Józinki, Malczewo i Mierzewo ze znoszonej gromady Jarząbkowo; oraz c) miejscowość Kędzierzyn ze znoszonej gromady Szczytniki Duchowne – w tymże powiecie.
Gromada przetrwała do końca 1972 roku, czyli do kolejnej reformy gminnej.  1 stycznia 1973 w powiecie gnieźnieńskim reaktywowano gminę Niechanowo.